# Destutia olivata
Destutia olivata là một loài bướm đêm trong họ Geometridae.